# Siphunculina manipurensis
Siphunculina manipurensis är en tvåvingeart som beskrevs av Cherian 1977. Siphunculina manipurensis ingår i släktet Siphunculina och familjen fritflugor. Inga underarter finns listade i Catalogue of Life.